# Robănești
Robănești è un comune della Romania di 2 497 abitanti, ubicato nel distretto di Dolj, nella regione storica dell'Oltenia.
Il comune è formato dall'unione di 6 villaggi:  Bojoiu, Golfin, Lăcrița Mare, Lăcrița Mică, Robăneștii de Jos, Robăneștii de Sus.